# 1829 год в литературе

## События
- В июне выходит из печати первое произведение Н. В. Гоголя — поэма «Ганц Кюхельгартен» (опубликована под псевдонимом В. Алов).

## Книги
- «Марион Делорм» — пьеса Виктора Гюго.
- «Роман в письмах» — произведение Александра Пушкина.
- «Хроника царствования Карла IX» — исторический роман Проспера Мериме.
- «Черная курица, или Подземные жители» — волшебная сказка (повесть) для детей Антония Погорельского (впервые издана в 1829, написана в 1825—1826).
- «Шуаны, или Бретань в 1799 году» — исторический роман Оноре де Бальзака.
- «Эрнани» — пьеса Виктора Гюго.
- «Юрий Милославский, или Русские в 1612 году» — исторический роман Михаила Загоскина.

## Родились
- 6 февраля — Владимир Степанович Курочкин, русский драматург, переводчик, издатель (умер в 1885).
- 14 (26) апреля — Григорий Петрович Данилевский, русский писатель и публицист (умер в 1890).
- 10 мая — Василий Васильевич Берви-Флеровский, российский социолог, публицист, экономист и беллетрист, идеолог народничества (умер в 1918).
- 30 июля — Николай Петрович Вагнер, русский зоолог и писатель (умер в 1907).
- 12 сентября — Казимир Яроховский, польский публицист, прозаик (умер в 1888).

## Скончались
- 11 февраля — Александр Сергеевич Грибоедов, выдающийся русский дипломат, писатель, драматург (родился в 1790 или 1795).
- 18 февраля — Георг Арнольд, немецкий поэт, писатель, драматург (родился в 1780).
- 16 декабря — Анна Петровна Бунина, русская поэтесса и переводчица (родилась в 1774).
- 31 декабря — Альфонс Рабб, французский писатель, поэт, журналист, эссеист, литературный критик (родился в 1784).